# Nová Ves (Odry)

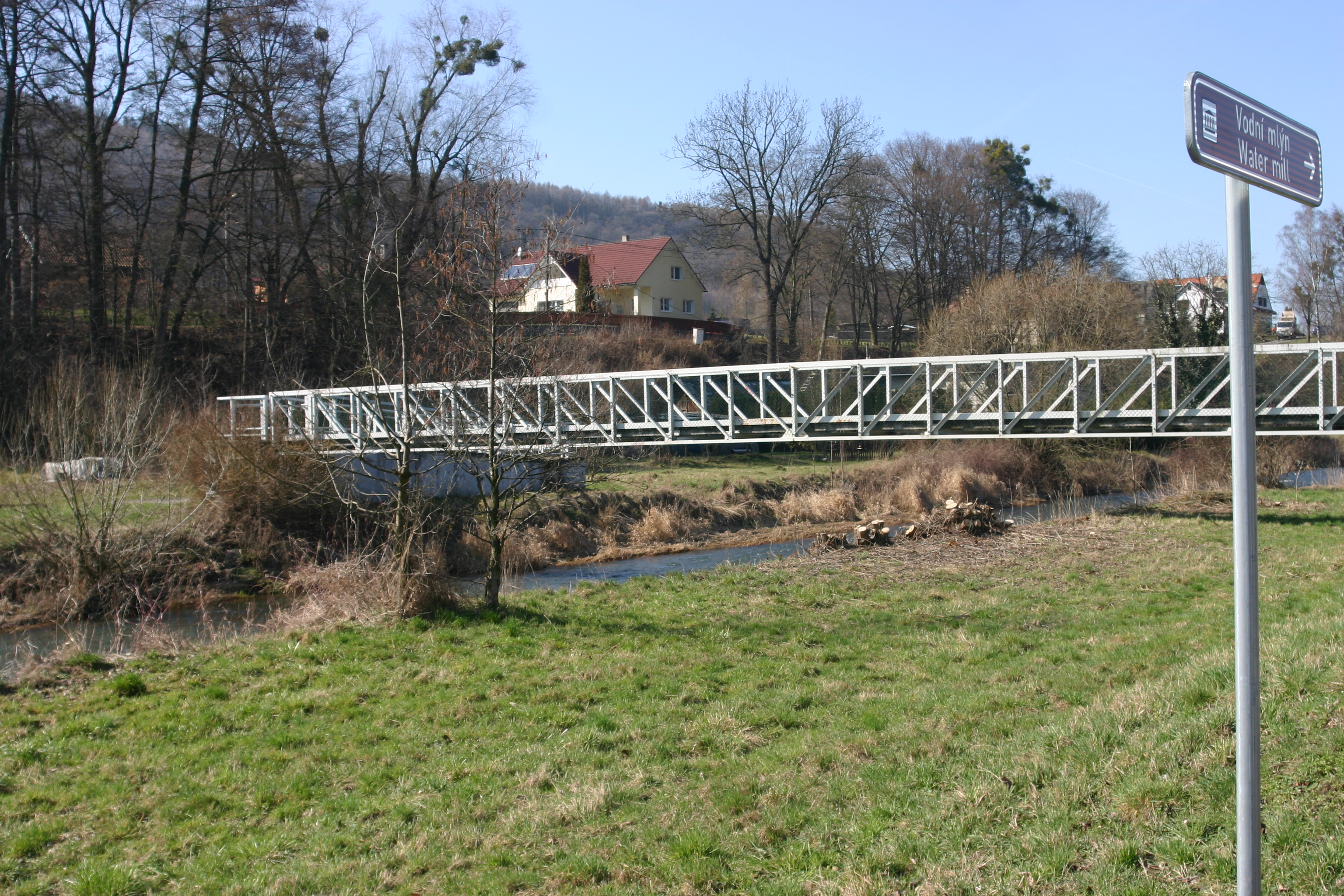
Oderbrücke

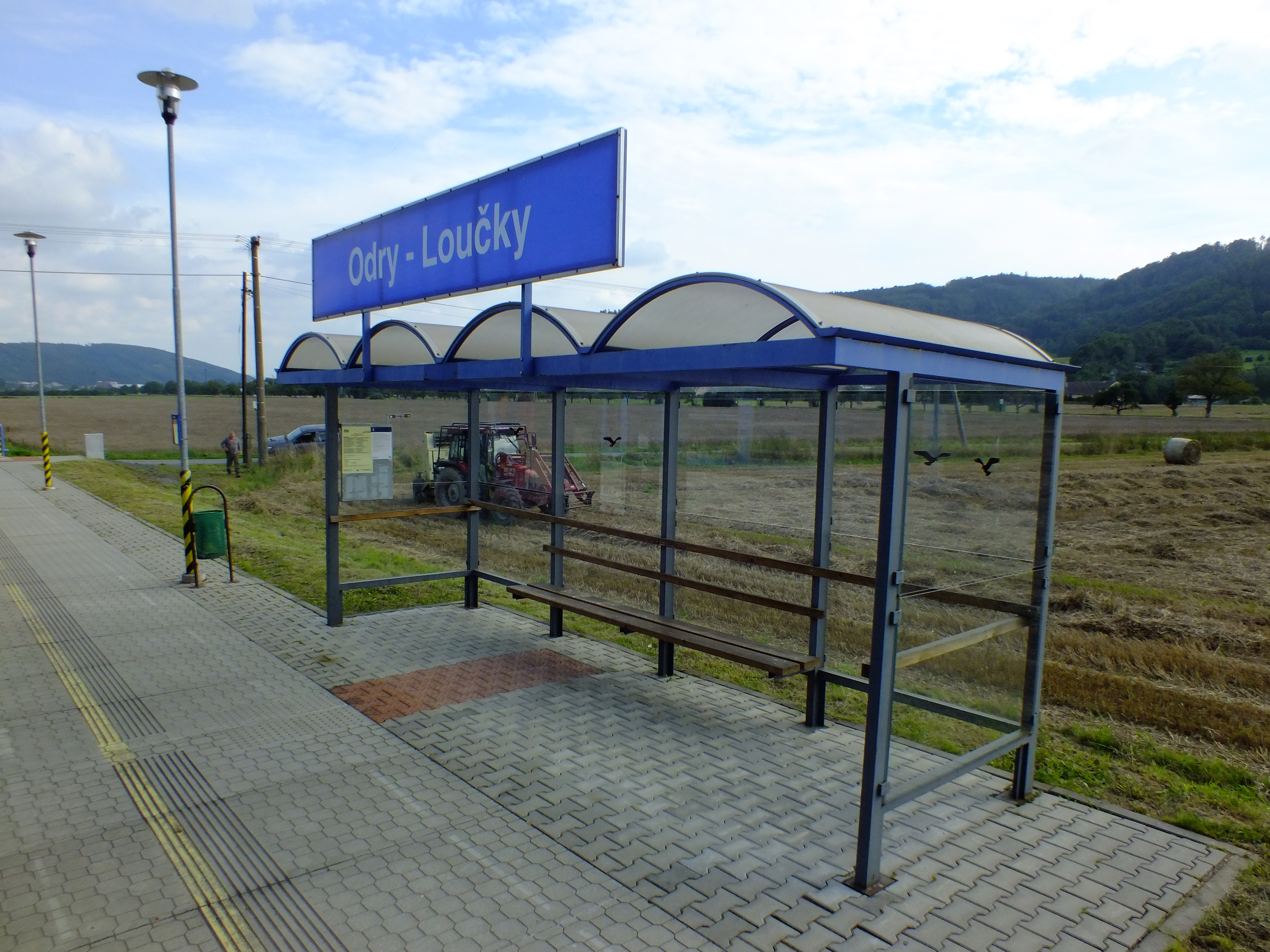
Haltepunkt Odry-Loučky

Nová Ves (deutsch Neudörfel) ist eine Ansiedlung der Stadt Odry in Tschechien. Sie liegt drei Kilometer nordwestlich von Odry und gehört zum Okres Nový Jičín. 

## Geographie
Nová Ves befindet sich am Fuße der Vítkovská vrchovina (Wigstadtler Berge) am linken Oderufer.  Im Norden erheben sich der Chrastavec (532 m n.m.) und der Heřmanický kopec (469 m n.m.), südlich der Dolní Buková (Niederer Berg, 523 m n.m.), im Westen der Horní Buková (Oberer Berg, 542 m n.m.) sowie nordwestlich die Fléčka (534 m n.m.). Nördlich und östlich des Dorfes verläuft die Staatsstraße II/441 zwischen Odry und Potštát, dahinter die Bahnstrecke Suchdol nad Odrou–Budišov nad Budišovkou. Das Dorf liegt im Naturpark Oderské vrchy.
Nachbarorte sind Heřmanice u Oder, Véska und Slezské Vlkovice im Norden, Kolonka und Vítovka im Nordosten, Hvězdová und Kletné im Osten, Nové Sady und Odry im Südosten, Loučky im Süden und Westen sowie Jakubčovice nad Odrou im Nordwesten.

## Geschichte
Im Jahre 1760 ließ der Besitzer der Herrschaft Odrau, Friedrich Carl Johann Amadeus Graf Lichnowsky, auf parzellierten Fluren des Lautscher Meierhofes die Kolonie Neudörfl anlegen. Die auf Dominikalgrund errichtete Siedlung bestand aus 17 Häuslerstellen. Neudörfl bildete eine Ortsgemeinde von Lautsch und führte seit der Gründung ein Siegel, das eine Weintraube zeigte. Über die Oder nach Lautsch führte eine gedeckte Brücke.
Im Jahre 1834 bestand die Kolonie Neudörfel aus 30 kleinen, in einer Gasse gereihten Häusern, in denen 227 deutschsprachige Personen lebten. Haupterwerbsquellen waren der Feldbau und die Obstkultur. Pfarr- und Schulort war Oderau. Bis zur Mitte des 19. Jahrhunderts blieb Neudörfel der Minderherrschaft Oderau untertänig.
Nach der Aufhebung der Patrimonialherrschaften bildete Neudörfel / Nová Ves ab 1849 einen Ortsteil der Gemeinde Lautsch im Gerichtsbezirk Odrau. Bei der Aufteilung der Kriegslastenentschädigung sahen sich die Neudörfler Gemeindevertreter im Jahre 1867 benachteiligt. Der Streit führte dazu, dass sich Neudörfel 1868 von Lautsch loslöste und eine eigene politische Gemeinde bildete. Ab 1869 gehörte Neudörfel zum Bezirk Troppau. Im Jahre 1891 nahm die Lokalbahn Zauchtel–Bautsch den Betrieb auf, an Neudörfel rollten die Züge ohne Halt vorbei. Beim Zensus von 1921 lebten in den 28 Häusern der Gemeinde 149 Menschen, darunter 145 Deutsche und vier Tschechen. Hinter der Eisenbahnstrecke entstand in den 1920er Jahren um das Neudörfler Hegerhaus die Kolonie (Kolonka). Im Jahre 1930 hatte Neudörfel 169 Einwohner; 1939 waren es 168.  Nach dem Münchner Abkommen wurde die Gemeinde 1938 dem Deutschen Reich zugesprochen und gehörte bis 1945 zum Landkreis Neu Titschein. Im Jahre 1943 wurde Neudörfel mit Lautsch und Jogsdorf zu einer Gemeinde Jogsdorf zusammengeschlossen. Zum Ende des Zweiten Weltkrieges wurde die Neudörfler Kapelle durch Tiefflieger schwer beschädigt. Nach dem Ende des Zweiten Weltkrieges kam Nová Ves zur Tschechoslowakei zurück, die meisten der deutschsprachigen Bewohner wurden 1946 vertrieben und das Dorf neu besiedelt. Der Gemeindezusammenschluss wurde nach Kriegsende wieder aufgehoben, Nová Ves wurde zudem wieder Teil des Okres Opava-venkov. Im Jahre 1948 erfolgte der Zusammenschluss von Loučky und Nová Ves zu einer Gemeinde Loučky. 1949 wurde Nová Ves dem neu gebildeten Okres Vítkov zugeordnet, der bei der Gebietsreform von 1960 wieder aufgehoben wurde. Die Holzbrücke über die Oder wurde um 1954 durch Eisgang während der Schneeschmelze schwer beschädigt. Die als Kulturdenkmal geschützte letzte erhaltene gedeckte Brücke des oberen Odertals wurde daraufhin abgerissen und durch eine Stahlstrebkonstruktion ersetzt. Ab 1961 gehörte Nová Ves wieder zum Okres Nový Jičín; zusammen mit Loučky wurde das Dorf nach Jakubčovice nad Odrou eingemeindet. Zu Beginn des Jahres 1979 erfolgte die Eingemeindung nach Odry, wobei Nová Ves seinen Status als Ortsteil verlor. Zwischen Nová Ves und Kolonka wurde 2009 an der Bahnstrecke Suchdol nad Odrou–Budišov nad Budišovkou der Haltepunkt Odry-Loučky  eingerichtet.

## Ortsgliederung
Nová Ves gehört zum Ortsteil Loučky und ist Teil des Katastralbezirkes Loučky nad Odrou.

## Sehenswürdigkeiten
- Kapelle, errichtet 1821. Sie besaß ursprünglich einen sehr hohen Turmhelm mit Glocke, der die doppelte Höhe des eingeschossigen gemauerten Teils aufwies. Im Zweiten Weltkrieg wurde der Turmhelm durch Tiefflieger beschädigt und später durch ein einfaches Blechdach ersetzt.
- Steinernes Kreuz, neben der Kapelle
- Sommereiche in Kolonka, das Baumdenkmal ist ca. 250 Jahre alt.
- Franz-Kreuz (Františkův kříž) in Kolonka, errichtet von Rosalia und Leopold Wesselski zur Erinnerung an den Tod ihres Sohnes Franz am 28. August 1881[5]